# Habenaria polycarpa
Habenaria polycarpa är en orkidéart som beskrevs av Frederico Carlos Hoehne. Habenaria polycarpa ingår i släktet Habenaria och familjen orkidéer. Inga underarter finns listade i Catalogue of Life.